# PPG 페인츠 아레나
PPG 페인츠 아레나(영어: PPG Paints Arena)은 미국 펜실베이니아주 피츠버그에 위치한 실내 경기장으로, NHL 피츠버그 펭귄스의 홈경기장으로 사용되고 있다.